# LaMont Smith
LaMont Smith, född 11 december 1972 i Philadelphia i Pennsylvania och uppväxt i New Jersey, är en amerikansk före detta friidrottare som tävlade i kortdistanslöpning.
Smiths främsta merit är att han ingick i det amerikanska stafettlaget på 4 x 400 meter tillsammans med Alvin Harrison, Derek Mills, Anthuan Maybank och Jason Rouser som blev guldmedaljörer vid Olympiska sommarspelen 1996 i Atlanta.

## Personliga rekord
- 200 meter - 21,13
- 400 meter - 44,30